# Abidaz
Jonathan Ghebil, mest känd under artistnamnet Abidaz är en svensk gangstarappare uppvuxen i Solna. 18 januari 2014 vann Abidaz P3 Guld för årets Hip-hop/soul. Samma år nominerades han även till priser vid Grammisgalan och Kingsizegalan. Vid den sistnämnda fick han pris för Bästa Soloartist samt pris för Bästa Video för låten Råknas.

## Biografi
Abidaz har gått ut med att han levt som grovt kriminell.

## Diskografi som soloartist

### Album[5]
| Titel              | Datum | Sverigetopplistan |
| ------------------ | ----- | ----------------- |
| In & Ut            | 2013  | -                 |
| Respektera Hungern | 2016  | 19                |

### Singlar
| Titel                                            | Datum | Sverigetopplistan |
| ------------------------------------------------ | ----- | ----------------- |
| Kvalitet & Kvantitet                             | 2013  | -                 |
| Benägen                                          | 2013  | -                 |
| Jag Sa Till Dig                                  | 2014  | -                 |
| Diego Costa                                      | 2015  | -                 |
| 95 (Remixes I)                                   | 2015  | -                 |
| 95 (Remixes II)                                  | 2015  | -                 |
| Oh shit!                                         | 2018  | -                 |
| Favoriter i orten                                | 2018  | -                 |
| Fo'real                                          | 2019  | -                 |
| Leva life                                        | 2019  | -                 |
| 48 HRS                                           | 2019  |                   |
| Touchdown (med filly)                            | 2019  |                   |
| 48 HRS Part II                                   | 2019  |                   |
| Ja va liten                                      | 2019  |                   |
| Alt som vi vet (med 4evi & Rvzeli feat. Amadou   | 2019  |                   |
| LMK (med Downtown Dion)                          | 2019  |                   |
| L.L.E [L´étoile est éclairé] (med Oscar Blesson) | 2019  |                   |
| Hur vi lever                                     | 2019  |                   |
| G-spot                                           | 2019  |                   |
| Ensamt                                           | 2019  |                   |
| Dom (med filly)                                  | 2019  |                   |
| Rude Bwoy (med Dani m)                           | 2020  |                   |
| Evigheten (feat. Yung lean)                      | 2020  |                   |
| Hell ye (med Einár & Haval)                      | 2020  |                   |
| War (med Rozh)                                   | 2020  |                   |